# Nalagarh
Hindur o Nalagarh fou un petit estat tributari protegit dins la província del Panjab, a les muntanyes que avui formen Himachal Pradesh. La superfície era de 652 km² i la població el 1881 de 53.373 habitants amb 331 pobles, el 1901 de 52.551 i el 1931 de 50.000. La capital era Nalagarh, l'únic poble de l'estat amb més de mil habitants (5.969 el 1881, 9433 habitants el 2001). Els ingressos s'estimaven el 1880 en 6.000 lliures i el tribut que es pagava era de 500 lliures, i el 1900 els ingressos eren 13.000 lliures amb el mateix tribut.
L'estat fou fundats per un rajput chandela de nom Ajai Chand (fill de Kahan Chand de Kahlur o Bilaspur) vers el 1100. Els segon raja Bijai (mort el 1201) va engrandir l'estat que va prosperar. El 1421 es va fundar el fort de Nalagarh. El 1762 va pujar al tron una branca col·lateral. Abans del 1815 l'estat fou assolat pels gurkhes de Nepal, però en aquest any en foren expulsats pels britànics i el raja Saran Singh fou confirmat en la possessió i va morir amb 86 anys el 1848. Bije Singh va donar suport a la rebel·lió de 1857 i fou deposat pels britànics (1858) i el tron va restar vacant fins al 1860 quan els britànics el van donar a un germà del deposat. El darrer raja va accedir a l'Índia el 1948.

## Llista de rages
- Raja AJAI CHAND 1100-1171,
- Raja BIJAI CHAND 1171-1201
- Raja DHAM CHAND 1201-1236
- Raja BAIRANG CHAND 1236-1276
- Raja LACHMANN CHAND 1276-1306
- Raja UTAL CHAND 1306-1316
- Raja JAIMAL CHAND 1316-1338
- Raja AMAR CHAND 1338-1356
- Raja ALAM CHAND 1356-1406
- Raja UDHAM CHAND 1406-1421
- Raja BIKRAM CHAND 1421-1435
- Raja KIDAR CHAND 1435-1448
- Raja JAI CHAND 1448-1477
- Raja NARAIN CHAND 1477-1522
- Raja RAM CHAND 1522/1568
- Raja SANSAR CHAND 1568/1618
- Raja DHARM CHAND 1618-1701
- Raja HIMMAT CHAND 1701-1705
- Raja BHUP CHAND 1705-1761?
- Raja MAN CHAND 1761-1762
- Raja GAJE SINGH 1762-1788
- Raja RAM SARAN SINGH 1788-1848
- Raja BIJE SINGH 1848-1858 (fill)
- Interregne 1858-1860
- Raja AGAR SINGH 1860-1876 (+16 de desembre de 1876) (germà de Bije Singh)
- Raja ISHRI SINGH 1876-1911 (+ 18 de setembre de 1911) (fill)
- Raja JOGENDRA SINGH 1911-1946 (+ 1946) (germà)
- Raja SURENDRA SINGH 1946-1948